# Thibron illepidus
Thibron illepidus är en insektsart som först beskrevs av Karsch 1893.  Thibron illepidus ingår i släktet Thibron och familjen torngräshoppor. Inga underarter finns listade i Catalogue of Life.